# Masuccaba
Masuccaba (łac. Diocesis Masuccabensis) – stolica historycznej diecezji we Cesarstwie rzymskim w prowincji Mauretania Cezarensis współcześnie w Algierii. 

## Biskupi tytularni
| Lp. | Biskup           | Funkcja                             | Od                  | Do                  |
| --- | ---------------- | ----------------------------------- | ------------------- | ------------------- |
| 1   | Urban John Vehr  | emerytowany arcybiskup Denver (USA) | 18 lutego 1967      | 31 grudnia 1970     |
| 2   | René Gracida     | biskup pomocniczy Miami (USA)       | 6 grudnia 1971      | 1 października 1975 |
| 3   | Giovanni Gremoli | wikariusz apostolski Arabii         | 2 października 1975 | 6 lipca 2017        |
| 4   | Tony Neelankavil | biskup pomocniczy Trichur (Indie)   | 1 września 2017     |                     |